# Osterwieck
Osterwieck település Németországban, azon belül Szász-Anhalt tartományban. Lakosainak száma 10 768 fő (2023. december 31.). Osterwieck Nordharz és Halberstadt községekkel határos.

## Népesség
A település népességének változása:
| Lakosok száma | 11 176 | 11 103 | 11 012 | 10 898 | 10 768 |
|               | 2017   | 2019   | 2021   | 2022   | 2023   |